# Sergent Deutogo
Sergent Deutogo est une bande dessinée ivoirienne de Bob Kanza.

## Synopsis
Deutogo est policier. Comme tout policier en Afrique, il a du mal à joindre les deux bouts. Pour s'en sortir... il se livre au racket. Mais... chuuut! Faut pas le dire. Ses victimes sont nombreuses : Les taxis, les gbaka et les wôrô-wôrô. Tout le monde l’évite… mais en vain. Ya papier ô! Ya pas papier ô? Deux togo doivent sortir. Deutogo ne s'arrête pas là. Même le piéton n'est pas épargné. Sergent Deutogo excelle dans cet exercice mais heureusement que M. le commissaire le surveille car il gâte le nom de la police.

## Historique
Deutogo est apparu pour la première fois en 2000 dans les colonnes du journal satirique ivoirien Gbich ! Ce personnage, caricature simpliste du policier de toutes les grandes villes d'Afrique noire, a été créé par Bob Kanza sous la direction Artistique Zohoré Lassane. Sergent Deutogo doit son nom de baptême à Illary Simplice. Deutogo vient de « Deux Togo » qui en langage nouchi veut dire « Deux cents francs CFA » soit 30 centimes d'euros. C'est la somme qu'il extirpe à ses victimes.

## Personnages
Sergent Deutogo : Personnage principal de la série. Son travail c'est chercher jetons! C’est la terreur de tous les transporteurs: taxis, gbaka et wôrô-wôrô.
Sergent Bouboul : C'est le collègue du Sergent Deutogo. Bouboul n'est pas fan de racket mais Deutogo l’embobine.
Le taximan : C'est la principale victime du Sergent Deutogo. Son rêve: ne pas croiser Deutogo de toute la journée pour enfin ramener une bonne recette à la patronne !
Awa : C'est la femme du Sergent Deutogo. Elle est exigeante. Surtout pour sa popote. Deutogo doit assurer. Gare à lui s'il ne rentre pas avec jetons à la maison !
M. le commissaire : C'est la bête noire du Sergent Deutogo. Il surveille les faits et gestes de son agent. Attention aux sanctions !!!

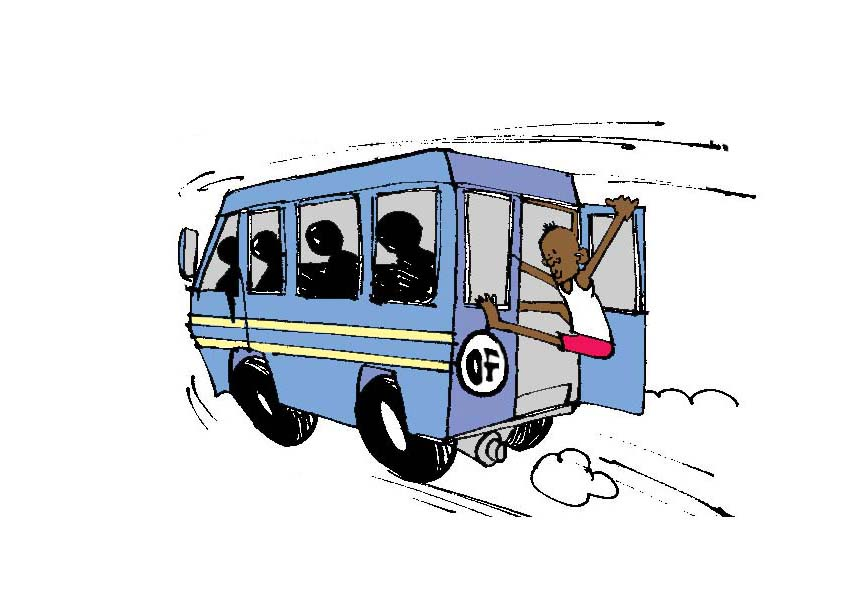
Le Gbaka (Dessin)

Le gbaka : Minibus de transport en commun. C'est la poule aux œufs d'or. Deutogo ne laisse passer aucun gbaka!